# St. Peter, Illinois
St. Peter là một làng thuộc quận Fayette, tiểu bang Illinois, Hoa Kỳ. Năm 2010, dân số của làng này là 359 người.

## Dân số
Dân số qua các năm:
- Năm 2000: 386 người.
- Năm 2010: 359 người.